# Tentatives d'arrestation d'Imran Khan en 2023
Les tentatives d'arrestation d'Imran Khan en 2023 font référence à une série d'incidents survenus à Lahore, au Pakistan, où les forces de l'ordre ont tenté à plusieurs reprises d'arrêter l'ancien Premier ministre Imran Khan dans le cadre de l'affaire Toshkhana (en). Le Pakistan Tehreek-e-Insaf (PTI) a affirmé que la résidence d'Imran Khan à Zaman Park avait fait l'objet d'une attaque sévère et a publié des images de responsables des forces de l'ordre armés tirant des coups de feu. L'affrontement entre les partisans du PTI et les forces de sécurité s'est poursuivi pendant deux jours, au cours desquels la police et les Rangers ont tenté à plusieurs reprises d'entrer dans la résidence d'Imran Khan avec des véhicules blindés,,.
Le deuxième jour du conflit, Imran Khan s'est adressé à la nation par liaison vidéo, exhortant le pouvoir judiciaire et l'establishment à mettre fin à la "farce" et à penser au bien-être du pays. Imran Khan a souligné que l'affaire contre lui était entendue au F8 Katcheri à Islamabad, où des explosions s'étaient produites dans le passé, et que le ministère de l'Intérieur avait déclaré que sa vie était en danger.

## Conflits
Au cours des affrontements, des partisans du PTI ont jeté des pierres sur le personnel de sécurité, tandis que des policiers ont tiré des grenades lacrymogènes sur les manifestants. En représailles, les partisans du PTI ont incendié un camion-citerne appartenant à l'Autorité de gestion des déchets de Lahore, des motos et d'autres véhicules dans la région. Ils ont également pillé le bureau d'un gardien sur Mall Road.
Selon l'inspecteur général du Pendjab Usman Anwar, 54 policiers ont été "grièvement blessés" depuis le début des affrontements, tandis que 32 agents ont reçu les premiers soins de Rescue 1122. L'IG a précisé que toutes les routes de Lahore étaient ouvertes à la circulation, à l'exception de celles près de Zaman Park, et il en était de même pour les établissements d'enseignement de la ville.
La Haute Cour d'Islamabad (en) a examiné un plaidoyer contre les mandats d'arrêt d'Imran Khan et a demandé au PTI de retirer les objections à la requête. L'authenticité des images du PTI montrant des membres armés des forces de l'ordre ouvrant le feu sur la résidence d'Imran Khan n'a pas pu être vérifiée de manière indépendante, et il n'était pas clair si cela datait de ce jour.